# Aeroporto di Modena
L'Aeroporto di Modena è un piccolo aeroporto situato a circa 10 km dalla città di Modena, in Emilia-Romagna, nella frazione di Marzaglia Nuova. L'aeroporto viene utilizzato per voli turistici e privati e vi ha sede l'Aero Club Modena.

## Flotta
L'Aero Club di Modena possiede una flotta basata sulla linea Piper.
- 3 Piper PA-38\112 Tomahawk: II I- MODN, I-MDNA ed I- IMPE utilizzati dalla scuola di volo;
- 2 Piper PA-28\181 "Archer" II:  I-IKIM ed I-MODU, utilizzati sia per voli turistici che per l'abilitazione strumentale (I-MODU);
- 1 Piper PA-28R-201 "Arrow" con carrello retrattile ed elica a passo variabile, utilizzati sia per voli turistici che per l'abilitazione complex e strumentale;
- 1 Piper Pa-31\325 "CR" Navajo bimotore utilizzato per il conseguimento dell'abilitazione commerciale e passaggio macchina.

## Strutture
- Ristorante con vista su pista
- 1 hangar
- 1 parcheggio
- 1 bar
- 1 statua di un aereo.